# アダム・グネズダ・チェリン
アダム・グネズダ・チェリン（Adam Gnezda Čerin、1999年7月16日 - ）は、スロベニア・ポストイナ出身のサッカー選手。パナシナイコスFC所属。ポジションはMF。スロベニア代表。

## クラブ経歴
2017年、NKドムジャレでプロデビュー。2年後の2019年9月2日、2. ブンデスリーガの1.FCニュルンベルクに引き抜かれた。加入2シーズン目からは2年契約でHNKリエカにレンタル移籍し、2シーズンで公式戦73試合に出場した。
2022年7月2日、ギリシャ・スーパーリーグのパナシナイコスFCに移籍し、4年契約を結んだ。

## 代表経歴
2020年11月11日、アゼルバイジャン代表との親善試合にてスロベニア代表デビューを飾った。
UEFA EURO 2024に選出